# Успение Богородично (Добринище)
Вижте пояснителната страница за други значения на Успение Богородично.
„Успение Богородично“ е българска църква в град Добринище, България, част от Неврокопската епархия на Българската православна църква.

## Местоположение
Църквата е разположена в центъра на махалата Бунаре, на 400 m на югозапад от „Св. св. Петър и Павел“.

## История
Построена е вероятно в късното средновековие. Разрушен при османското завоевание, храмът е възстановен през XVIII – XIX век. През Балканската война е опожарена отново. Възстановена е в 1915 – 1916 година от камъни, споени с кал. В 1980 година храмът рухва и е възстановен отново в 1985 година. От старата църква са запазени само четири царски икони – „Христос Вседържител“, „Свети Йоан Кръстител“, „Свети Николай“ и „Свети Теодор Тирон“, които се пазят в „Св. св. Петър и Павел“, както и каменна икона с нисък цветен релеф на разпятие и ктиторски надпис от Ι половина на ΧΙΧ век.